# Tragulide
Tragulidele sau șevrotinii,  cerbii pitici (Tragulidae) este o familie de mamifere rumegătoare de talie mică răspândite în Africa și în sud-estul Asiei, care seamănă oarecum cu cerbii, indivizii trăind izolați, majoritatea în păduri. Capul este mic, botul ascuțit, nasul îngust, golaș și cu nările situate în vârf. Membrele lungi, delicate, sunt subțiri aproape cât un creion și se termină cu 4 degete bine dezvoltate. Sunt lipsite de coarne, au degetele II și V destul de bine dezvoltate și foiosul puțin diferențiat. Caninii superiori sunt dezvoltați și transformați în defense.

## Descrierea
Tragulidele au o talie mică, fiind cele mai mici dintre toate rumegătoarele. Lungimea cap + trunchi = 45-85 cm, lungime cozii = 2-15 cm, înălțimea la greabăn = 20-40 cm. Greutatea = 2-15 kg.
Sunt mamifere mici, grațioase și seamănă oarecum cu cerbii mici (Cervidae), la exterior se asemăna și cu aguti (Rodentia: Dasyproctidae), dar sunt mai apropiate de camelide și de suide decât de cervide. 
Spatele rotund arcuit, gâtul scurt. Capul este mic, iar botul ascuțit. Capătul botului golaș. Nasul îngust, golaș și cu nările înguste în formă de fantă care sunt situate în vârful nasului pe suprafețele nazale golașe. Sunt lipsite de coarne. Ochii mari, urechile mici și ascuțite sau mijlocii, rotunjite.
Membrele tetradactile sunt lungi, subțiri și delicate, fiind cam de mărimea unui creion. Radiusul și ulna sunt separate între ele. Fibula și tibia sunt sudate în partea distală. La genurile Tragulus și Moschiola oasele metatarsiene ale degetelor III și IV precum și oasele metacarpiene ale degetelor III și IV fuzionează într-un singur os, numit os canon. La Hyemoschus osul canon se formează numai la exemplarele bătrâne. Fiecare picior se termină cu 4 degete bine dezvoltate. Degetele mijlocii  III și IV considerabil mai mari decât degetele laterale II și V. La Hyemoschus, degetele laterale nu ating pământul, pentru că el calcă numai pe vârfurile degetelor mediane. 
Formula dentară: 0•1•3•3/3•1•3•3 x 2 = 34. Incisivii superiori absenți. Caninii superiori sunt bine dezvoltați (în special la masculi), înguști, curbați, ascuțiți și ies în afară de sub buze și au rolul unor defense (arme de apărare și atac). Caninii inferiori se aseamănă cu incisivii. Dinții jugali (măselele) de tip brahiodont sunt aranjați într-un șir neîntrerupt. Aproape toți ultimii premolari servesc pentru tăierea hranei; nu au premolari asemănători cu caninii. Molarii au creste de smalț în formă de semilună  pe coroanele lor.
Deși rumegă, au stomacul tricameral, împărțit numai în 3 compartimente: ierbarul, ciurul și cheagul (foiosul este foarte slab dezvoltat, vestigial).
Blana are părul des, lins și scurt care stă în șuvițe de-a lungul corpului. Culoarea este de la roșcat-cafeniu-negricioasă la cenușiu-negricioasă dorsal, la cele mai multe specii cu pete și cu dungi albe, iar pe abdomen gălbuie, cenușie sau albă. Lipsește dimorfismul culorii după vârstă.
Glandele cutanate preorbitale și interdigitale absente. La Tragulus napu și Tragulus javanicus pe bărbie există o glandă cutanată specifică.
Vezica biliară prezentă. Cecul este simplu. Placenta difuză.
Femelele au două perechi de mamelele.
Craniul cerebral și cel facial au lungimi aproximativ egale. Orbitele mari, marginile lor nu proeminează lateral. Creasta sagitală absentă. Oasele lacrimale cu un singur orificiu al canalului lacrimal. Palatul osos lat. Mandibula cu o apofiza coronoidă slab dezvoltată.

## Comportamentul
Sunt animale fricoase și de aceea tot timpul sunt precaute, ieșind în căutarea hranei numai noaptea. Din acest motiv au rămas puțin cunoscuți oamenilor de știință. 
Sunt animale nocturne și solitare.
Sunt buni alergători; unii duc o viață semiacvatică și înoată foarte bine, iar cei africani se pot cățăra în arbori, pentru a sta la soare sau pentru a scăpa de dușmani.

## Hrana
Se hrănesc cu diferite plante (plante acvatice și fructe căzute pe sol), dar mănâncă și insecte.

## Reproducerea
Reproducerea în Asia are loc în iunie-iulie sau în tot timpul anului, în Africa. 
Gestația durează 120-172 de zile (6-9 luni).
Nasc 1-2 pui, cel mai frecvent la sfârșitul sezonului ploios, când vegetația este crudă și abundentă.
La o jumătate de oră după naștere puii pot să se ridice în picioare. La vârsta de 2 săptămâni ei încep să se hrănească cu plante. Ating dimensiunile adulților la 5 luni.

## Fosile
În miocen (peste 10 milioane de ani în urmă) au existat și în Europa, iar din pleistocen (2 milioane de ani în urmă) au rămas în Africa. În Asia se mențin din miocenul superior. Succesiunea geologică a acestei familii este miocenul inferior - pliocenul inferior în Europa, miocenul inferior - miocenul mijlociu și pleistocenul - holocenul în Africa și miocenul superior - holocen în Asia.

## Răspândirea
Această familie cuprinde trei genuri actuale, dintre care două (Moschiola și Tragulus) sunt răspândite în pădurile tropicale și de mangrove din sud-estul Asiei (inclusiv în insula Sri Lanka, Sumatra, Java, Kalimantan și insulele mici adiacente) și unul (Hyemoschus) în vestul Africii tropicală  pe lângă ape.

## Habitatul
Șevrotinii asiatici (Moschiola și Tragulus) trăiesc în păduri dese, marginile pădurii, tufișuri și mangrove. Șevrotinul african (Hyemoschus aquaticus) în pădurile tropicale pe lângă ape

## Importanța
Sunt vânate de localnici pentru carne.

## Clasificarea
Familia cuprinde 3 genuri (8-10 specii): 
Familia Tragulidae
- Genul Hyemoschus = Șevrotinii africani, Cerbii pitici africani

- Hyemoschus aquaticus = Șevrotinul de apă, Șevrotinul african, Cerbul pitic african

- Genul Moschiola = Șevrotinii asiatici sau cerbii pitici asiatici

- Moschiola indica = Șevrotinul cu pete indian
- Moschiola meminna = Șevrotinul cu pete srilankez
- Moschiola kathygre = Șevrotinul cu dungi galbene

- Genul Tragulus = Șevrotinii asiatici sau cerbii pitici asiatici

- Tragulus javanicus = Șevrotinul malaiezian, Cancilul
- Tragulus kanchil = Cancilul, Șevrotinul malaiezian mic
- Tragulus napu = Șevrotinul malaiezian mare, Napu
- Tragulus nigricans = Șevrotinul filipinez
- Tragulus versicolor = Șevrotinul vietnamez
- Tragulus williamsoni = Șevrotinul lui Williamson